# Xerraire gorjagroc
El xerraire gorjagroc (Pterorhinus galbanus) és un ocell de la família dels leiotríquids (Leiothrichidae).

## Hàbitat i distribució
Habita zones amb herba alta, vegetació espesa de pantà i bosc humid, als turons de l'Himàlaia, a l'est de l'Índia a les muntanyes Cachar, sud-est de Bangladesh, Mizoram, Manipur i Nagaland, extrem oest de Myanmar.